# 6366 Rainerwieler
6366 Rainerwieler (1981 UM22) là một tiểu hành tinh vành đai chính được phát hiện ngày 24 tháng 10 năm 1981 bởi S. J. Bus ở Palomar.